# Gallia Aquitania

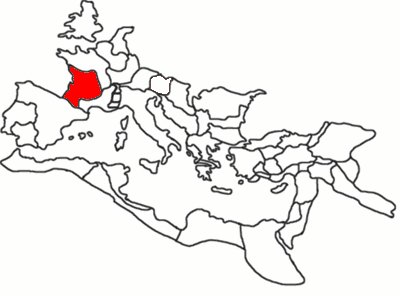
Gallia Aquitania na mapě římské říše okolo roku 170

Gallia Aquitania byla římská provincie. Ležela zhruba v místech moderní Akvitánie v dnešní jihozápadní Francii a sousedila s provinciemi Gallia Narbonensis, Hispania Tarraconensis a Gallia Lugdunensis.